# Xenerianthus affinis
Xenerianthus affinis är en insektsart som först beskrevs av John Obadiah Westwood 1843.  Xenerianthus affinis ingår i släktet Xenerianthus och familjen Chorotypidae. Inga underarter finns listade i Catalogue of Life.